# 쏘우 X
《쏘우 X》(영어: Saw X)은 2023년 개봉한 미국의 공포 영화이다. 케빈 그루터트가 감독을 맡았으며, 10번째 영화 《쏘우》 시리즈 작품이다.

## 출연진

### 주연
- 토빈 벨 - 존 크레이머 / 직소 역

### 조연
- 쇼니 스미스 - 어맨다 영 역
- 마크 호프만 - 코스타스 맨디로어 역
- 쉰뇌베 마코뒤 룬 - 세실리아 페데르손 역
- 스티븐 브랜드 - 파커 시어스 역
- 마이클 비치 - 헨리 케슬러 역
- 레나타 바카 - 가브리엘라 역
- 폴렛 에르난데스 - 발렌티나 역
- 조슈아 오카모토 - 디에고 / 코르테스 박사 역
- 옥타비오 이노호사 - 마테오 역
- 데이비드 알파노 - 존 크레이머 주치의 역
- 루시아 고메스로블레도 - MRI 방사선사 역
- 이범현 - 병원 관리인 역
- 크리스토 루이스 - 문신을 한 남성 역
- 케리 아드라 - TV 진행자 역
- 케이티 바베리 - 암 지지 모임 대표 역
- 너태샤 고스 - 암 환자 1 역
- 크레이그 헐리 - 암 환자 2 역
- 제임스 버그 - 공원의 남자 아이 역
- 베일리 기드리 - 키피숍 직원 역